# WWE SummerSlam (2009)
Der SummerSlam 2009 war eine Wrestling-Veranstaltung, die als Pay-per-View (PPV) von World Wrestling Entertainment (WWE) produziert wurde. Wrestler von den Brands Raw, SmackDown und ECW nahmen daran teil. Das Event fand am 23. August 2009 im Staples Center Los Angeles statt. Es war der erste von sechs hintereinander stattfindenden SummerSlams in der gleichen Arena. Die Veranstaltung markierte auch den letzten SummerSlam, bei dem ECW als eigenständige Brand vertreten war.

## Hintergrund
Der SummerSlam ist eine der Big-Four-Veranstaltungen im Kalender der WWE und wird seit 1988 jährlich im Sommer veranstaltet. Es handelte sich also um die 22. Austragung der Veranstaltung. Der Untertitel lautet: „The Biggest Event of the Summer“. nachdem vorher „The Biggest Party of the Summer“ die Tagline war.
Im Vorfeld der Veranstaltung wurden acht Matches angesetzt. Diese resultierten aus den Storylines, die in den Wochen vor dem Pay-per-View bei Raw, SmackDown und ECW, den wöchentlichen Shows der WWE gezeigt wurden. Der Ticketverkauf startete am 13. Februar 2009. Der erste Trailer wurde bei WWE Extreme Rules 2009 gezeigt. In dem Trailer wurde auch You Gotta Move von Aerosmith als Offizielles Theme angespielt. Im Vorfeld fand vom 22. bis zum 23. August die Fanconvention WWE WrestleMania Axxess im Nokia Plaza von L.A. Live statt.

## Storylines

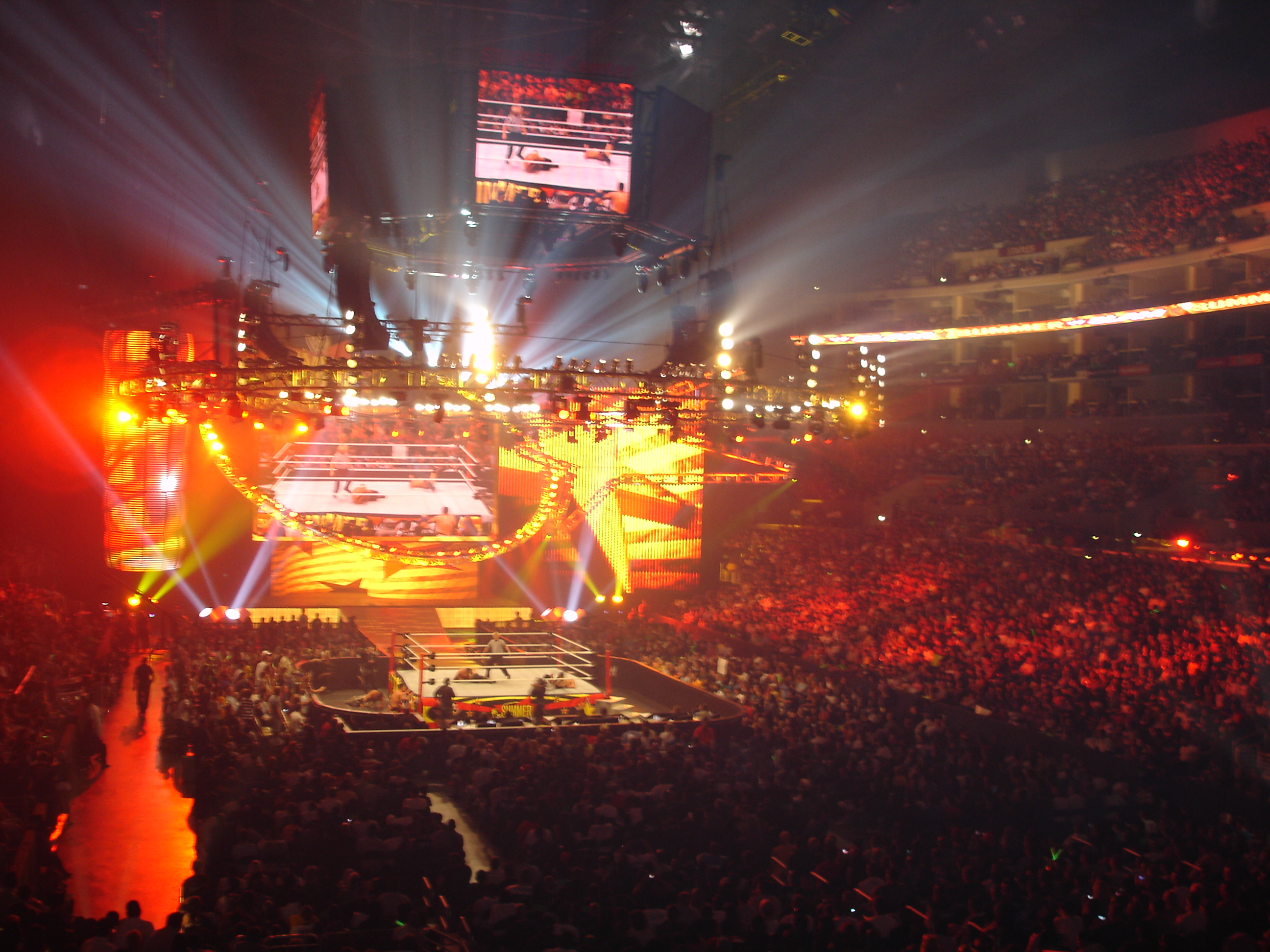
Das Staples Center während des Summer Slam 2009

Wie bei allen Wrestlingveranstaltungen sind die Matchansetzungen und -ausgänge Folge und Ergebnis einer Storyline, die von der Promotion erzählt wird. Sie wurde in den vorangegangenen Sendungen der drei Brands Raw, Smackdown und ECW erzählt. Als Stargast durfte der ehemalige Basketballer Shaquille O’Neal als offizieller „Matchmaker“fungieren. Er gab am 27. Juli in Raw bekannt, das Randy Orton seinen WWE-Championship-Titel beim SummerSlam gegen den Sieger eines Beat the Clock-Challenges  verteidigen müsse. Dabei bekam der Superstar den Zuschlag, der einen Konkurrenten in der kürzesten Zeit besiegen konnte. Gegeneinander antreten durften Montel Vontavious Porter (MVP), Mark Henry, Triple H, Jack Swagger und John Cena. Mark Henry gewann innerhalb von 6:49 gegen Carlito, während Triple H, MVP und Swagger ihren Gegner nicht besiegen konnten. John Cena besiegte The Miz in der kürzesten Zeit, so dass er den Zuschlag erhielt.
Der Main Event zwischen CM Punky und World Heavyweight Champion Jeff Hardy wurde bereits bei dem PPV Extreme Rules am 7. Juni 2009 aufgebaut, bei dem CM Punk ein Money in the Bank-Match einforderte, nachdem der amtierende Champion Jeff Hardy seinen Titel erfolgreich in einem zwanzigminütigen Match gegen Edge verteidigt hatte. CM Punk besiegte Jeff Hardy dann in einer Minute und wurde neuer Champion. Die beiden trafen bei den beiden PPVs The Bash und Night of the Champions erneut gegeneinander an, wobei Hardy bei letzterem den Titel wieder gewann. Neben dem sportlichen Konkurrenzkampf wurden auch die unterschiedlichen lebensphilosophien der beiden in die Konkurrenz eingebaut. So sind beide sowohl in ihrem Real-Life als auch als Wrestlingcharaktere sehr unterschiedlich. CM Punk gehört der Straight-Edge-Subkultur an, während Jeff Hardys Drogeneskapaden nicht nur Basis für zahlreiche Storylines waren, sondern auch ganz real seine Karriere beeinträchtigten. Nachdem es mehrere Backstage-Kämpfe zwischen den beiden gab, setzte Theodore Long, der den General Manager von Smack Down spielt, ein TLC-Match an. Hintergrund des Matches waren auch neue Vertragsverhandlungen mit Jeff Hardy, der seinen WWE-Vertrag um einen Monat verlängerte, um das Match machen zu können. Anschließend verließ er WWE in Richtung TNA.
Der ECW-Hauptkampf von ECW Champion Christian wurde in einem Talkshow-Segment bei der The Abraham Washington Show enthüllt, wo William Regal als Nummer-eins-Herausforderer vorgestellt wurde.
Das Titelmatch um die Unified WWE Tag Team Championship resultierte aus einer Konfrontation der Champions Big Show und Chris Jericho mit Shaquille O’Neal bei WWE Raw am 27. Juli. Im Anschluss fand ein Match gegen Cryme Tyme (JTG und Chad Gasper) statt, bei dem O’Neal als „Enforcer“ in das Match eingreifen durfte. Die Champions wurden in der Folge disqualifiziert. Vier Tagge später besiegten sie The Hart Dynasty (Tyson Kidd und David Hart Smith) und wurden legitime Herausforderer.
Das Match um die WWE Intercontinental Championship zwischen Champion Rey Mysterio und Dolph Ziggler wurde seit Juli aufgebaut. Bei Night of the Champions fand bereits ein Match zwischen den beiden statt, das Mysterio für sich entscheiden durfte.

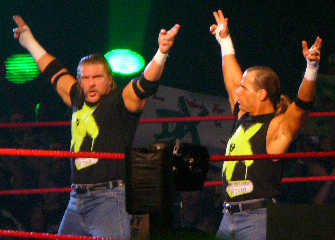
Die wiedervereinigte D-Generation X

Nach seiner früheren Rivalität mit Randy Orton attackierte Triple H Ortons Legacy-Mitglieder Ted DiBiase junior und Cody Rhodes. Dabei hinterließ er Andeutungen, das er daran interessiert war D-Generation X wiederzubeleben. Er konnte seinen alten Partner Shawn Michaels überzeugen, zurückzukehren, um gegen die beiden in einem Tag-Team-Match anzutreten.
Ein weiteres Match zwischen The Great Khali und Kane wurde seit dem PPV The Beach aufgebaut. Bei dem PPV attackierte The Great Khali Kane mit einem Stuhl bei seinem Match mit Dolph Ziggler. Im Anschluss fehdeten die beiden bei SmackDown gegeneinander, so dass ein Match bei SummerSlam die logische Konsequenz war.

## Ablauf der Veranstaltung

### Moderatoren und Ringrichter
Hauptkommentatoren
- Michael Cole (Raw)
- Jerry Lawler (Raw)
- Todd Grisham (Smackdown)
- Jim Ross (Smackdown)
- Josh Mathews (ECW)
- Matt Striker (ECW)

Spanische Kommentatoren
- Carlos Cabrera
- Hugo Savinovich

Ringsprecher
- Lilian Garcia (Raw)
- Justin Roberts (Smackdown)
- Tony Chimel (ECW)

Interviewer
- Josh Matthews

Schiedsrichter
- Charles Robinson
- Mike Chioda
- John Cone
- Chad Patton
- Scott Armstrong
- Jack Doan
- Justin king
- Aaron Mahoney

### Dark Match
Vor der Liveübertragung fand ein sogenanntes Dark Match nur für die Besucher in der Halle statt. Es gab eine Divas-Battle-Royale mit Chavo Guerrero als Gastschiedsrichter, die von Beth Phoenix gewonnen wurde. Sie eliminierte Eve Torres und Kelly Kelly mit der Hilfe von Guerrero.

### Beginn
Rey Mysterio durfte das Eröffnungsmatch gegen Dolph Ziggler gewinnen und damit seine WWE Intercontinental Championship verteidigen. Das Match war sehr schnell und hatte einige High-Flying-Moves. Es folgte Jack Swagger gegen MVP, das mit 6 Minuten wesentlich kürzer ausfiel. Auch das anschließende Tag-Team-Match zwischen JeriShow (Chris Jericho und The Big Show)  und Cryme Tyme (JTG and Shad Gaspard) wurde zugunsten der Champions entschieden, die Cryme Tyme klar besiegen durften.
Im Match zwischen Kane und The Great Khali griff Kane Ranjin Singh, den Manager von The Great Khali an und gewann anschließend mit einem Dropkick gegen das Knie von teh great Khale sowie einem Running DDT.

### Hauptkämpfe

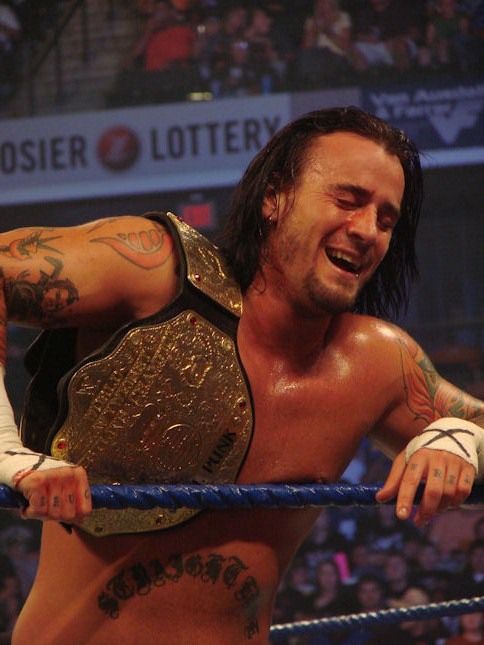
CM Punk bestritt den Main Event gegen Jeff Hardy

Das Match zwischen D-Generation X (Triple H und Shawn Michaels) und The Legacy (Cody Rhodes und Ted Dibiase) war Shawn Michaels erstes Match seit Wrestlemania 25 am 9. April 2009. Das ausgeglichene Match endete mit einer Sweet Chin Music von Michaels gegen Rhodes, während Triple H und Ted DIBiase draußen kämpften.
Im Anschluss besiegte Christian William Regal innerhalb von sieben Sekunden, als er Regal beim Ausziehen seines Mantels überraschte. Er wurde danach von Ezekiel Jackson und Vladimir Kozlov attackiert.
Randy Orton und John Cenas Match war geprägt von Regelverletzungen von Orton, der sich während des Matches sowohl disqualifizieren als auch auszählen ließ. Vince McMahon ließ jedoch beide Male das Match neu starten und kündigte an, dass Orton seinen Titel verlieren würde, wenn dies noch einmal vorkäme. Tatsächlich versuchte Orton erneut zu betrügen, als er bei einem Pin gegen Cena die Seile zu seinen Gunsten einsetzte. Ein zweiter Referee rannte jedoch zum Ring und überzeugte seinen Kollegen, den Pin nicht zu zählen. Cena setzte dann jedoch den STF an, doch ein Zuschauer griff den Schiedsrichter an. Dieser wurde später als Brett DiBiase enthüllt. Die anschließende Verwirrung nutzte Orton für einen RKO und verteidigte so seinen Titel.
Der Main Event zwischen CM Punk und Jeff Hardy war ein TLC-Match, bei dem Tische, Stühle und Leitern zum Einsatz kamen. Dabei war der Titel über dem Ring aufgehängt, so dass man eine Leiter benötigte, um an ihn zu gelangen. Wie üblich gab es einige Aktionen, bei denen sich die beiden durch Tische warfen oder mit Stühlen attackierten. Am Ende durfte CM Punk Hardy besiegen und wurde damit zum dritten Mal World Heavyweight Champion. Nach dem Match wurde er von The Undertaker attackiert, der ihm einen Chokeslam verpasste und damit den Grundstein für weitere Storylines legte.

### Ergebnisse
| Matchart                                                |                                              |      |                                                         | Zeit  | Notiz                                                                                    |
| ------------------------------------------------------- | -------------------------------------------- | ---- | ------------------------------------------------------- | ----- | ---------------------------------------------------------------------------------------- |
| 15-Diva Battle Royale (Dark Match)                      | Beth Phoenix                                 | bes. | Kelly Kelly und 13 weitere                              | -     | Gast-Referee Chavo Guerrero                                                              |
| Singles-Match um die WWE Intercontinental Championship  | Rey Mysterio (c)                             | bes. | Dolph Ziggler                                           | 12:25 |                                                                                          |
| Singles-Match                                           | MVP                                          | bes. | Jack Swagger                                            | 6:23  |                                                                                          |
| Tag-Team Match um die Unified WWE Tag Team Championship | Jeri-Show (Chris Jericho und Big Show) (c)   | bes. | Cryme Tyme (JTG und Chad Gaspard)                       | 9:45  |                                                                                          |
| Singles-Match                                           | Kane                                         | bes. | The Great Khali (mit Ranjin Singh)                      | 6:00  |                                                                                          |
| Tag-Team Match                                          | D-Generation X (Triple H und Shawn Michaels) | bes. | The Legacy (Cody Rhodes und Ted DiBiase)                | 20:00 |                                                                                          |
| Singles-Match um die ECW Championship                   | Christian (c)                                | bes. | William Regal (mit Vladimir Kozlov und Ezikiel Jackson) | 00:07 | William Regal, Vladimir Kozlov und Ezikiel Jackson attackierten Christian nach dem Match |
| Singles-Match um die WWE Championship                   | Randy Orton (c)                              | bes. | John Cena                                               | 20:45 | Orton ließ sich während des Matches sowohl disqualifizieren als auch auszählen.          |
| TLC-Match um die World Heavyweight Championship         | CM Punk                                      | bes. | Jeff Hardy (c)                                          | 21:35 | Titelwechsel – CM Punk wurde nach dem Match von Undertaker attackiert                    |

### Notizen
1. ↑  Die anderen Teilnehmerinnen waren: Alicia Fox, Brie Bella, Eve Torres, Gail Kim, Jillian Hall, Katie Lea, Layla, Maria, Melina, Mickie James, Natalya, Nikki Bella und Rosa Mendes

## Rezeption

### Zuschauerzahlen
Insgesamt war 2009 für WWE ein schweres Jahr. So war es keine Überraschung, das die PPV-Kaufrate mit 369.000 Käufen im Vergleich zum Vorjahr um etwa 100.000 Käufe einbrach. In der Halle selbst waren 17.129 Zuschauer.

### Kritik
Trotz der etwas verhaltenen Zuschauerzahlen im Vergleich zu den Vorjahren wurde der Event von Kritikern gut aufgenommen. Insbesondere für das Eröffnungsmatch gab es Lob sowohl von James Caldwell von Pro Wrestling Torch als auch von Dave Meltzer, der das Match als sehr stark rezipierte. Das Match zwischen DX und The Legacy wurde von Calkdwell als Tag-Team-Match des Jahres bei WWE bezeichnet. Auch der Main-Event wurde als sehr gutes Match bewertet. Caldwell vergab 4 von 5 Punkten, und Meltzer lobte insbesondere die Swanton Bomb von Hardy gegen CM Punk von der Spitze der Leiter als spektakuläre Aktion. John Canton von TJR Wrestling vergab für das Tag-Team-Match 4,5 von 5 Sternen und nannte den PPV den besten von WWE in 2009.
Das Match zwischen Orton und Cena dagegen wurde von fast allen kritisiert, weil die meisten Kritiker es für „overbooked“ hielten. Das ECW-Match mit seinen sieben Sekunden wurde ebenfalls kritisiert und zeigte vielen den Stand von ECW zwischen den beiden anderen Brands. Insbesondere da beide Wrestler als herausragende Performer galten, hätte dies ein Top-Match sein können. Auch das Match zwischen Kane und The Great Khali wurde von den meisten Kritikern als schlecht bewertet.

## Nachwirkungen
Im Februar 2010 wurde ECW offiziell eingestellt, womit es sich bei der Veranstaltung um den letzten SummerSlam mit ECW-Beteiligung handelte. Auch die ECW Championship wurde gleichzeitig deaktiviert.
Die meisten Storylines wurden im Anschluss fortgesetzt. So durften Randy Orton und John Cena beim nächsten PPV Breaking Point erneut gegeneinander antreten. CM Punk trat bei der gleichen Veranstaltung gegen The Undertaker an. Vorher trat er bei WWE Smackdown in einem Loser-Leaves-Town-Steel-Cage-Match gegen Jeff Hardy an und besiegte diesen erneut. Jeff Hardy verließ die WWE anschließend planmäßig in Richtung TNA.  Auch D-Generation X und The Legacy trafen erneut aufeinander. Auch Rey Mysterio und Dolph Ziggler sollten erneut gegeneinander antreten, doch Rey Mysterio wurde für 30 Tage suspendiert, weil er gegen die Wellness-Policy der WWE (Richtlinien zum Umgang mit Steroiden, Schmerzmitteln und Drogen) verstieß und so den Titel abgeben musste.